# Zhang Yuning
Zhang Yuning (chinesisch 張玉寧 / 张玉宁, Pinyin Zhāng Yùníng; * 5. Januar 1997 in Cangnan, Zhejiang), im deutschsprachigen Raum bekannt unter der dort üblichen Namensreihenfolge Yuning Zhang, ist ein chinesischer Fußballspieler. Er steht bei Beijing Guoan unter Vertrag.

## Karriere

### Verein
Im Jahr 2008 begann Zhang seine Karriere in der Jugend von Hangzhou Greentown. 2015 schaffte er den Sprung in den Profikader, für den er in der Liga zwar nicht zum Einsatz kam, dafür aber am 13. Mai 2015 sein Debüt im chinesischen Pokalwettbewerb im Spiel gegen Wuhan Hongxing gab. Bei der Partie, die 1:1 endete, erzielte er auch sein erstes Tor.
Am 1. Juli 2015 wechselte Zhang zum niederländischen Erstligisten zu Vitesse Arnheim, bei dem er einen Vertrag mit einer Laufzeit bis zum 30. Juni 2017 unterschrieb. Zu seinem ersten Einsatz für Vitesse kam Zhang am 13. Februar 2016 bei einem 3:0-Sieg gegen den SC Heerenveen. Bei einem Ligaspiel gegen Roda JC Kerkrade erzielte er nach einer Flanke von Guram Kaschia per Kopf den 2:1-Siegtreffer in der Nachspielzeit; dieses Tor war sein erstes für Vitesse und das erste eines Chinesen in der Eredivisie.
Im Juli 2017 erwarb West Bromwich Albion die Transferrechte an Zhang, stattete ihn mit einem Vertrag mit einer Laufzeit bis zum 30. Juni 2020 aus und verlieh ihn für zwei Jahre in die Bundesliga an Werder Bremen. Nachdem er in der Saison 2017/18 zu keinem Pflichtspieleinsatz gekommen war, wurde die Leihe vorzeitig beendet.
Zur Saison 2018/19 kehrte Zhang in die Niederlande zurück und schloss sich für ein Jahr auf Leihbasis ADO Den Haag an. Nach sechs Einwechslungen in der Eredivisie wurde die Leihe Ende Februar 2019 beendet, woraufhin Zhang in seine Heimat zurückkehrte und zu Beijing Guoan wechselte.

### Nationalmannschaft
Für die U17 Chinas erzielte er zwei Tore bei der U-16-Fußball-Asienmeisterschaft 2012. Nach weiteren Berufungen in die U20 und U23, für die er insgesamt sieben Tore schoss, gab er am 3. Juni 2016 sein Debüt für die A-Auswahl bei einem Freundschaftsspiel gegen Trinidad und Tobago. Bei dieser Begegnung traf Zhang zweimal und lieferte eine weitere Vorlage; das Spiel gewann China mit 4:2.